# Coupe de France de football 1981-1982
 (juillet 2018).
Navigation
Coupe de France 1980-1981 Coupe de France 1982-1983
La Coupe de France 1981-1982 est la 65e édition de cette compétition, et voit le Paris Saint-Germain remporter sa première Coupe de France face à l'AS Saint-Étienne en finale, le 15 mai 1982, à l'issue des tirs au but (6-5).
Il a été décidé qu'à partir de cette édition, la finale de la compétition ne serait pas rejouée en cas d'égalité au terme de la prolongation, cela afin d'alléger le calendrier pour les internationaux français.
La finale s'étant terminée sur un score nul (2-2) après 120 minutes de jeu, une séance de tirs au but eut lieu qui fut d'ailleurs la première de l'histoire de la Coupe de France.

## Résultats

### Trente-deuxièmes de finale
Les 32es de finale sont disputés sur terrains neutres.
| Division        | Club                     | Score               | Club                       | Division        | Lieu        |
| --------------- | ------------------------ | ------------------- | -------------------------- | --------------- | ----------- |
| Division 1 (D1) | AS Monaco FC             | 1 - 0 a.p.          | FC Martigues               | Division 2 (D2) | Marseille   |
| Division 3 (D3) | CA Lisieux               | 0 - 0 a.p., 9-8 tab | Lille OSC                  | Division 1 (D1) | Caen        |
| Division 1 (D1) | US Valenciennes-Anzin    | 3 - 0               | AEP Le Bourg-sous-la-Roche | Division 3 (D3) | Montaigu    |
| Division 1 (D1) | FC Metz                  | 1 - 0               | FC Sochaux-Montbéliard     | Division 1 (D1) | Épinal      |
| Division 2 (D2) | Olympique de Marseille   | 1 - 0               | Olympique avignonnais      | Division 3 (D3) | Martigues   |
| Division 2 (D2) | Le Havre AC              | 1 - 0               | US Orléans                 | Division 2 (D2) | Évreux      |
| Division 1 (D1) | Stade lavallois          | 3 - 1               | Stade quimpérois           | Division 2 (D2) | Rennes      |
| Division 2 (D2) | Calais RUFC              | 1 - 1 a.p., 4-2 tab | AS Creil                   | Division 3 (D3) | Beauvais    |
| Division 1 (D1) | Stade brestois           | 0 - 0 a.p., 3-1 tab | Limoges FC                 | Division 2 (D2) | Poitiers    |
| Division 1 (D1) | FC Girondins de Bordeaux | 4 - 0               | FC Périgueux               | Division 4 (D4) | Libourne    |
| Division 2 (D2) | EDS Montluçon            | 2 - 0               | AAJ Blois                  | Division 2 (D2) | Bourges     |
| Division 1 (D1) | AJ Auxerre               | 2 - 0               | Véloce vannetais           | Division 3 (D3) | Redon       |
| Division 2 (D2) | US Noeux-les-Mines       | 2 - 1               | FC Nantes                  | Division 1 (D1) | Lens        |
| Division 2 (D2) | CS Thonon-les-Bains      | 2 - 1               | CS Papeete                 | DH Tahiti (D5)  | Montreuil   |
| Division 1 (D1) | FC Tours                 | 5 - 2 a.p.          | RC Lens                    | Division 1 (D1) | Rouen       |
| Division 2 (D2) | SC Toulon                | 1 - 0 a.p.          | Montauban FC               | Division 3 (D3) | Toulouse    |
| Division 1 (D1) | AS Saint-Étienne         | 3 - 0               | RC Paris                   | Division 3 (D3) | Paris       |
| Division 3 (D3) | Stade briochin           | 2 - 1               | Toulouse FC                | Division 2 (D2) | Guingamp    |
| Division 4 (D4) | US Concarneau            | 1 - 1 a.p., 7-6 tab | UCK Vannes                 | Division 3 (D3) | Quimper     |
| Division 4 (D4) | ESA Brive-la-Gaillarde   | 2 - 1               | FCAS Grenoble              | Division 2 (D2) | Limoges     |
| Division 2 (D2) | RCFC Besançon            | 5 - 2               | SR Saint-Dié-des-Vosges    | Division 2 (D2) | Chaumont    |
| Division 1 (D1) | SEC Bastia               | 1 - 0               | USM Malakoff               | Division 3 (D3) | Saint-Ouen  |
| Division 3 (D3) | Entente Chaumont AC      | 2 - 0 a.p.          | SC Hazebrouck              | Division 3 (D3) | Sedan       |
| Division 2 (D2) | US Dunkerque             | 3 - 2 a.p.          | Stade poitevin PEPP        | Division 3 (D3) | Châteauroux |
| Division 2 (D2) | CS Fontainebleau         | 3 - 1               | SO Merlebach               | Division 3 (D3) | Thionville  |
| DHR (D6)        | US Sanary-sur-Mer        | 0 - 0 a.p., 7-6 tab | Montpellier PSC            | Division 1 (D1) | Bandol      |
| Division 1 (D1) | Olympique lyonnais       | 1 - 0               | RC Strasbourg              | Division 1 (D1) | Dijon       |
| Division 2 (D2) | Stade de Reims           | 2 - 1               | AS Beaune                  | Division 4 (D4) | Nevers      |
| Division 4 (D4) | US Maubeuge              | 0 - 0 a.p., 5-4 tab | AS Red Star                | Division 3 (D3) | Cambrai     |
| Division 1 (D1) | Paris Saint-Germain FC   | 1 - 1 a.p., 4-3 tab | Nîmes Olympique            | Division 2 (D2) | Narbonne    |
| Division 1 (D1) | OGC Nice                 | 2 - 0               | CA Digne                   | Division 3 (D3) | Manosque    |
| Division 1 (D1) | AS Nancy-Lorraine        | 3 - 0               | FC Mulhouse 1893           | Division 2 (D2) | Strasbourg  |

### Seizièmes de finale
| Division        | Club                   | Aller | Total | Retour | Club                     | Division        |
| --------------- | ---------------------- | ----- | ----- | ------ | ------------------------ | --------------- |
| Division 1 (D1) | AJ Auxerre             | 2 - 1 | 3 - 4 | 1 - 3  | FC Tours                 | Division 1 (D1) |
| Division 1 (D1) | AS Monaco FC           | 2 - 0 | 3 - 1 | 1 - 1  | OGC Nice                 | Division 1 (D1) |
| Division 2 (D2) | US Noeux-les-Mines     | 0 - 1 | 0 - 3 | 0 - 2  | Paris Saint-Germain FC   | Division 1 (D1) |
| Division 1 (D1) | FC Metz                | 3 - 1 | 3 - 1 | 0 - 0  | US Dunkerque             | Division 2 (D2) |
| Division 2 (D2) | CS Thonon-les-Bains    | 1 - 3 | 1 - 6 | 0 - 3  | AS Nancy-Lorraine        | Division 1 (D1) |
| Division 2 (D2) | Calais RUFC            | 1 - 3 | 1 - 9 | 0 - 6  | Stade lavallois          | Division 1 (D1) |
| Division 3 (D3) | CA Lisieux             | 0 - 0 | 0 - 5 | 0 - 5  | FC Girondins de Bordeaux | Division 1 (D1) |
| Division 3 (D3) | Stade briochin         | 0 - 2 | 2 - 6 | 2 - 4  | Olympique lyonnais       | Division 1 (D1) |
| Division 4 (D4) | US Maubeuge            | 3 - 2 | 4 - 5 | 1 - 3  | US Valenciennes-Anzin    | Division 1 (D1) |
| Division 4 (D4) | ESA Brive-la-Gaillarde | 1 - 3 | 1 - 4 | 0 - 1  | SEC Bastia               | Division 1 (D1) |
| Division 4 (D4) | US Concarneau          | 0 - 3 | 1 - 8 | 1 - 5  | Stade brestois           | Division 1 (D1) |
| DHR (D6)        | US Sanary-sur-Mer      | 0 - 2 | 0 - 6 | 0 - 4  | AS Saint-Étienne         | Division 1 (D1) |
| Division 2 (D2) | CS Fontainebleau       | 2 - 1 | 2 - 4 | 0 - 3  | Le Havre AC              | Division 2 (D2) |
| Division 2 (D2) | Stade de Reims         | 1 - 0 | 1 - 2 | 0 - 2  | RCFC Besançon            | Division 2 (D2) |
| Division 2 (D2) | Olympique de Marseille | 2 - 0 | 6 - 2 | 4 - 2  | EDS Montluçon            | Division 2 (D2) |
| Division 3 (D3) | Entente Chaumont AC    | 0 - 0 | 1 - 4 | 1 - 4  | SC Toulon                | Division 2 (D2) |

### Huitièmes de finale
| Division        | Club                     | Aller | Total | Retour | Club                   | Division        |
| --------------- | ------------------------ | ----- | ----- | ------ | ---------------------- | --------------- |
| Division 1 (D1) | FC Girondins de Bordeaux | 2 - 1 | 4 - 2 | 2 - 1  | AS Monaco FC           | Division 1 (D1) |
| Division 1 (D1) | AS Saint-Étienne         | 2 - 0 | 5 - 3 | 3 - 3  | Stade brestois         | Division 1 (D1) |
| Division 1 (D1) | SEC Bastia               | 2 - 0 | 4 - 3 | 2 - 3  | Olympique lyonnais     | Division 1 (D1) |
| Division 1 (D1) | FC Tours                 | 4 - 1 | 6 - 5 | 2 - 4  | FC Metz                | Division 1 (D1) |
| Division 2 (D2) | Olympique de Marseille   | 0 - 1 | 1 - 4 | 1 - 3  | Paris Saint-Germain FC | Division 1 (D1) |
| Division 2 (D2) | SC Toulon                | 2 - 1 | 4 - 2 | 2 - 1  | AS Nancy-Lorraine      | Division 1 (D1) |
| Division 1 (D1) | US Valenciennes-Anzin    | 2 - 0 | 4 - 2 | 2 - 2  | Le Havre AC            | Division 2 (D2) |
| Division 1 (D1) | Stade lavallois          | 2 - 1 | 2 - 1 | 0 - 0  | RCFC Besançon          | Division 2 (D2) |

### Quarts de finale
Le Sporting Toulon Var est le dernier club de D2 encore en lice à ce stade la compétition.
| Division        | Club                   | Aller | Total | Retour | Club                     | Division        |
| --------------- | ---------------------- | ----- | ----- | ------ | ------------------------ | --------------- |
| Division 1 (D1) | Paris Saint-Germain FC | 2 - 0 | 3 - 2 | 1 - 2  | FC Girondins de Bordeaux | Division 1 (D1) |
| Division 2 (D2) | SC Toulon              | 1 - 1 | 2 - 3 | 1 - 2  | FC Tours                 | Division 1 (D1) |
| Division 1 (D1) | AS Saint-Étienne       | 1 - 0 | 1 - 0 | 0 - 0  | Stade lavallois          | Division 1 (D1) |
| Division 1 (D1) | US Valenciennes-Anzin  | 1 - 0 | 1 - 3 | 0 - 3  | SEC Bastia               | Division 1 (D1) |

### Demi-finale
| Division        | Club                   | Score               | Club       | Division        |
| --------------- | ---------------------- | ------------------- | ---------- | --------------- |
| Division 1 (D1) | AS Saint-Étienne       | 2 - 0               | SEC Bastia | Division 1 (D1) |
| Division 1 (D1) | Paris Saint-Germain FC | 0 - 0 a.p., 2-1 tab | FC Tours   | Division 1 (D1) |

### Finale
| Entraîneur :     |
| Georges Peyroche |

| Entraîneur :  |
| Robert Herbin |

| Entraîneur :     |
| Georges Peyroche |

| Entraîneur :  |
| Robert Herbin |

- Francis Borelli, le président du PSG, embrassa la pelouse lors de l'égalisation à la dernière minute de la prolongation de l'ancien « Ange vert » Dominique Rocheteau. Des supporters parisiens envahirent également la pelouse, ce qui entraîna l'arrêt du match pendant plusieurs minutes.